# Темерин, Иван Алексеевич
Иван Алексеевич Темерин (17 июня 1884; Москва, Российская империя — 3 октября 1967; Москва, РСФСР, СССР), наиболее известен под сценической фамилией «Залесский» — советский актёр театра и кино. Заслуженный артист РСФСР.

## Биография
Родился 17 июня 1884 года в Москве в семье отца, который являлся розничным торговцем и матери, которая являлась домашней хозяйкой.
С 1908 году трудился в Московском акционерном обществе колбасно-консервного производства и торговли Ф. Грачёва. Являлся заведующим производства и кандидатом в члены правления.
1915 год стал призывным для Ивана Алексеевича, так как мужчину призвали в царскую армию (окончил курсы при Алексеевском военном училище, получив звание прапорщика), после чего был направлен в воздухоплавательный батальон, где окончил службу в звании подпоручика и в должности начальника мастерских воздухоплавательного парка Западного фронта в 1917 году.
В 1918 году началась актёрская театральная карьера. В качестве артиста и чтеца выступал в Театре С. Ф. Сабурова (бывший театр В. Ф. Комиссаржевской) в Государственном драматическом театре при профсоюзе клубных мастерских. В этот же период взял себе сценическим псевдоним фамилии — Залесский. С 1928 года дебютировал в кино, в 1930 годы в звуковом кино. В 1929 году долгое время работал во Всесоюзном комитете по радиофикации и радиовещанию при СНК СССР. В 1940-е годы давал уроки дикции начинающим радиоведущим. Параллельно в 1930-х годах выходил на сцену Центрального театра Красной армии.
Во время Великой Отечественной войны, а именно с 1941 года по 1943 год вместе с семьей находился в эвакуации города Молотов. За это время успел поработать в областной филармонии, в областном Доме Красной армии, на радио.
В 1950 году Иван Алексеевич был арестован за антисоветскую агитацию и решением Особого совещания при Министре государственной безопасности СССР направлен на принудительное лечение в Ленинградскую тюремную психиатрическую больницу, в которой находился до прекращения дела 1954-го года. С возвращением в Москву уже являлся нездоровым человеком. С 1950 года по 1960-е года нигде не работал, продолжал сниматься в кино у знакомых режиссёров в эпизодических ролях, которые даже не упоминались в титрах.
Ушёл из жизни 3 октября 1967 года в Москве. Похоронен на Новодевичьем кладбище.

## Звания и награды
- Заслуженный артист РСФСР[1].

## Фильмография
- 1928 — Простые сердца — Степан, отец Насти
- 1930 — Мировое имя — режиссёр Чурилин
- 1935 — Конец полустанка — Семён Семёнович Моржеедов
- 1938 — В людях — старообрядец-начётчик
- 1949 — Суд чести — эпизод
- 1950 — Заговор обречённых — эпизод
- 1955 — Вольница — управляющий
- 1957 — Борец и клоун — доктор
- 1957 — Летят журавли — старик в толпе
- 1958 — У тихой пристани — пенсионер Иван Семёнович